# Verdrängungsarbeit
Als Verdrängungsarbeit wird in der klassischen Psychoanalyse der psychische Aufwand bezeichnet, der bei der Verdrängung von Repräsentanzen ins Unbewusste erbracht werden muss. Sie wird solange aufgewendet, wie die Vorstellung verdrängt bleibt. Dies kann lebenslang sein.
Der psychoanalytischen Sichtweise gemäß ist die Verdrängung ein aktiver Prozess. Anders als beim Vergessen verblassen verdrängte Repräsentanzen nicht, sondern bleiben in ihrer ursprünglichen Form und vor allem auch mit ihrem ursprünglichen Affektbetrag erhalten. Sie werden durch den postulierten Mechanismus der Verdrängung nur nicht mehr bewusst.
Die Größe der Verdrängungsarbeit hängt unter anderem mit der Höhe des Affektbetrages zusammen. Je höher der Affekt, desto aufwändiger ist es, ihn zu unterdrücken.